# Golfströmmen

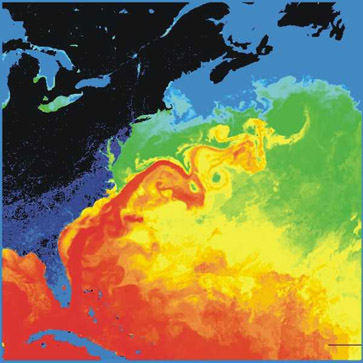
Golfströmmens vattentemperatur i Sargassohavet.

Golfströmmen är en havsström i nordvästra Atlanten. Den sträcker sig från Mexikanska golfen via Floridasundet norrut ut i Sargassohavet. Mellan Newfoundland och Iberiska halvön, vid omkring 30°W, 40°N, delar sig Golfströmmen i två grenar – Nordatlantiska driften (strömmen) som sträcker sig till Nordeuropa och Kanarieströmmen som böjer av söderut till Västafrika.
Golfströmmen har avgörande betydelse för det varma klimatet längs med hela den nordamerikanska östkusten och i Västeuropa. I januari är till exempel temperaturskillnaden mellan norska kusten och det kanadensiska inlandet som ligger på samma breddgrad i genomsnitt 30 °C.
Golfströmmen är ett exempel på en västintensifierad havsström som drivs av vinden. Dess nordliga förgrening, Nordatlantiska driften, drivs däremot av termohalin cirkulation. 
Golfströmmen är svagare i dag än de senaste 1 600 åren enligt studier från 2018, och temperaturer på djup nivå har sjunkit i nordvästra Atlanten. Förändringen anses bero på att den globala uppvärmningen har påverkat det termohalina kretsloppet. En serie studier har visat att en framtida kollaps av Golfströmmen inte kan uteslutas, vilket skulle innebära avsevärt kallare klimat i norra Europa.

## Historia
Strömmen är namngiven ur tron att den hade sitt ursprung i Mexikanska golfen. Av alla havsströmmar är denna bland de mest undersökta och välkända där dess upptäckt sträcker sig ända bak till 1500-talet när spanska sjöfarare började utnyttja den för att underlätta sjöfärderna från Västindien till Europa. Uppkomsten och drivkraften för Golfströmmen var länge oklar fram till 1948 när den första accepterade förklaringen gavs. Den kom från den amerikanske oceanografen Henry Stommel. I alla oceaner finns globala strömvirvlar och för dem är det gemensamma en asymmetri och intensifiering på virvelns vänstra sida. Kuroshio i Stilla havet och Somaliströmmen i Indiska oceanen är exempel på motsvarigheter till Golfströmmen. Stommel visade att jordens rotation påverkade strömmarna (Corioliskraften) och därmed intensifieringen som ökade när man går från ekvatorn mot polerna.

## Normal cirkulation

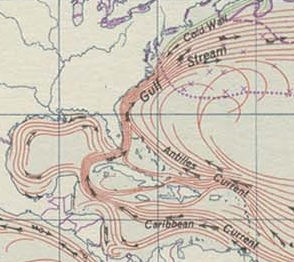
Golfströmmens förgreningar utanför Nordamerika.

Nordatlantiska ekvatorialströmmen, som flyter från norra Afrika och västerut, delar sig vid Sydamerikas norra kust i två grenar: Karibiska strömmen som fortsätter väster ut in i Karibiska havet och Mexikanska golfen samt Antillernaströmmen som flyter norrut öster om Små Antillerna. Vid Floridasundet förenas de två grenarna igen.
Golfströmmen är alltså en mäktig havsström som för med sig värme motsvarande 1,4×1015 watt = 1400 TW eller hundra gånger världens energibehov. Jämförs denna värmeeffekt med den som genereras vid förbränning av all olja, kol, naturgas i världen (2019), så uppgår den senare till ungefär 15,6 terawatt. (Detta beräknas utifrån att världens fossilförbränning 2019 var 11 700 megaton oljeekvivalenter, vilket omräknat motsvarar 137 000 TWh energi per år, eller 15,6 TW effekt). Golfströmmen avger således ungefär 90 gånger mer värme än alla fossila bränslen tillsammans.
Bara genom Floridasundet för strömmen med sig 30 miljoner kubikmeter vatten per sekund (30 sverdrup). När den passerar söder om Newfoundland, ökar strömmens flöde till 150 sverdrup. Detta gör Golfströmmen mäktigare än alla floder som mynnar ut i Atlanten tillsammans, som har ett sammanlagt flöde på 0,6 sverdrup, men är fortfarande mindre än Antarktiska cirkumpolarströmmen. Hastigheten når sitt maximum, 2 meter per sekund (7,2 kilometer i timmen), vid havsytan.
Under sitt fortsatta förlopp i Nordatlanten genomgår Golfströmmen två processer: Vind kyler ned vattnet och orsakar avdunstning vilket ökar salthalten. Dessutom bildas havsis vilket ytterligare ökar salthalten och sänker fryspunkten. På detta vis stiger Golfströmmens densitet samtidigt som dess temperatur sjunker till dess vattnet börjar sjunka (nedvällning) för att till slut bli en del av den södergående Nordatlantiska djuphavsströmmen.

## Lokal inverkan

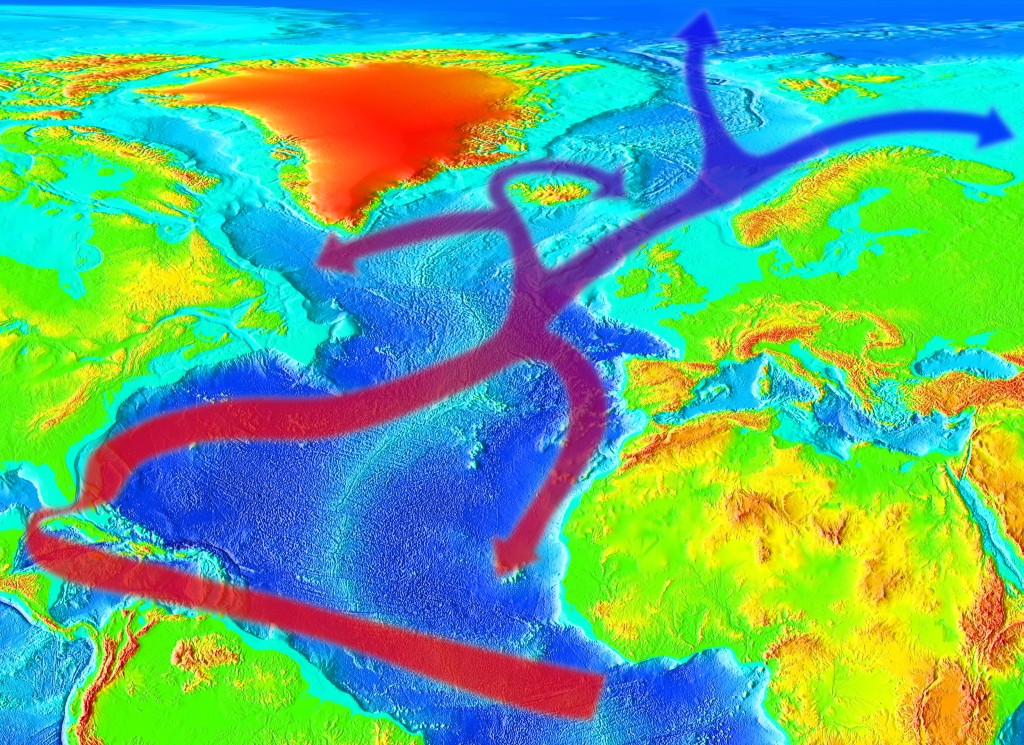
Golfströmmen

### Europa
Den Nordatlantiska driften är orsaken till att medeltemperaturen i de västra delarna av Irland, Storbritannien och Frankrike ligger flera grader över andra delar av samma länder. Vid Cornwall och på Scillyöarna gör strömmens inverkan att till exempel palmträd kan växa där trots de nordliga vindarna. Det har uppskattats att strömmen höjer medeltemperaturen i Storbritannien med omkring 5 °C.
I Norge håller sig den månatliga medeltemperaturen i Røst och Værøy vid Lofoten, som båda ligger norr om polcirkeln, över 0 °C — den största temperaturavvikelsen i världen i relation till latitud.

### Nordamerika
Golfströmmen påverkar starkt klimatet längs med Floridas östkust där vintertemperaturen är högre än i övriga sydöstra USA. Sommartid har strömmen en motsatt, men mer begränsad inverkan. Golfströmmen gör klimatet på öar som Martha's Vineyard och Nantucket mildare än i Massachusetts Bay som isoleras av Cape Cod.

## Försvagning
Datorsimuleringar visar att långvarig global uppvärmning och omfattande issmältning skulle kunna leda till en framtida blockering av den termohalina cirkulationen i Nordatlanten, på liknande sätt som inträffade vid slutet av förra istiden. Då sjönk vintertemperaturen 5–10 grader Celsius på tre år i Nordvästra Europa. En sådan avstängning av det djupa flödet är inte med i dagens standardmodeller för klimatet fram till år 2100, men undersöks genom mer långsiktiga datorsimuleringar. Den sammantagna bedömningen har tidigare varit att risken för en total kollaps av Golfströmmen innan 2100-talet är liten.
En rapport från 2005 konstaterade att Golfströmmens hastighet hade sjunkit med omkring 30 procent sedan 1957. Två studier som publicerades i tidskriften Nature 2018 fann att Golfströmmen var svagare än på 1 600 år, och att havstemperaturer på djup nivå har sjunkit i Nordatlanten. Långvarigt sänkta yttemperaturer har dock ännu inte observerats.
Datorsimuleringar från år 2023 uppskattade att Golfströmmen sannolikt kommer att nå en kritisk omslagspunkt någon gång innan år 2095 – mest sannolikt kring år 2050 – om issmältningen inte blir mindre än i klimatmodellerna. En studie från 2024 föreslår ett sätt att detektera när denna tippningspunkt har inträffat, genom att mäta sötvattentransporten, och beräknar att en kollaps av systemet kan inträffa cirka 25 år efter det kritiska omslaget. En kollaps skulle sänka medeltemperaturen i norra Europa med flera grader per decennium, vilket är avsevärt snabbare än den nu pågående globala uppvärmningen. Istället skulle det södra halvklotet bli uppvärmt. Konsekvensen skulle bli kallare klimat i och omkring norra Atlanten och effekten skulle märkas som mest i Skandinavien och Storbritannien, då landytor skulle börja täckas av glaciärer.

### Fotnoter
1. ↑  ”What Is the Thermohaline Circulation?”. Science. 8 november 2002. http://www.sciencemag.org/cgi/content/full/298/5596/1179.
2. ↑  ”Forskare varnar Sverige för Golfströmmens kollaps”. Dagens Nyheter. 28 oktober 2024. https://www.dn.se/sverige/forskare-varnar-sverige-for-golfstrommens-kollaps-2/. Läst 28 oktober 2024.
3. ↑  ”Open Letter by Climate Scientists to the Nordic Council of Ministers” (på engelska). vedur.is. Reykjavík. oktober 2024. https://en.vedur.is/media/ads_in_header/AMOC-letter_Final.pdf. Läst 28 oktober 2024.
4. ↑  ”Golfströmmen - Uppslagsverk - NE.se”. www.ne.se. https://www.ne.se/uppslagsverk/encyklopedi/l%C3%A5ng/golfstr%C3%B6mmen. Läst 17 maj 2018.
5. 1 2  ”Scientists probing a dying current bring worst climate fears to the surface”. The Australian. Arkiverad från originalet den 15 mars 2006. https://web.archive.org/web/20060315142318/http://www.theaustralian.news.com.au/common/story_page/0,5744,17457834%255E30417,00.html. Läst 12 september 2006.
6. ↑  ”Energitillförsel - internationellt”. Ekonomifakta. https://www.ekonomifakta.se/Fakta/Energi/Energibalans-internationellt/Energitillforseln/. Läst 25 november 2019.
7. ↑  ”Unit Converter”. www.iea.org. Arkiverad från originalet den 14 september 2019. https://web.archive.org/web/20190914010202/https://www.iea.org/statistics/resources/unitconverter/. Läst 25 november 2019.
8. ↑  USNA/Johns Hopkins
9. ↑  WorldClimate: Rost II, Norway
10. ↑  Meteorologisk Institutt: Væroy Arkiverad 14 juni 2006 hämtat från the Wayback Machine.
11. 1 2 3  van Westen, René M.; Kliphuis, Michael; Dijkstra, Henk A. (2024-02-09). ”Physics-based early warning signal shows that AMOC is on tipping course” (på engelska). Science Advances 10 (6). doi:10.1126/sciadv.adk1189. ISSN 2375-2548. PMID 38335283. PMC: PMC10857529. https://www.science.org/doi/10.1126/sciadv.adk1189. Läst 13 februari 2024.
12. ↑  ”klimatförändring - Uppslagsverk - NE.se”. www.ne.se. https://www.ne.se/uppslagsverk/encyklopedi/l%C3%A5ng/klimatf%C3%B6r%C3%A4ndring. Läst 13 februari 2024.
13. ↑  BBC News: Ocean changes 'will cool Europe' (30 November 2005)
14. ↑  Time Magazine: 'Global Warming: Be Worried. Be Very Worried' (3 April 2006), arkiverad version
15. 1 2  Thornalley, David J. R.; Oppo, Delia W.; Ortega, Pablo; Robson, Jon I.; Brierley, Chris M.; Davis, Renee; Hall, Ian R.; Moffa-Sanchez, Paola;  et al. (11 april 2018). ”Anomalously weak Labrador Sea convection and Atlantic overturning during the past 150 years”. Nature 556 (7700):  sid. 227–230. doi:10.1038/s41586-018-0007-4. PMID 29643484.
16. ↑  Caesar, L.; Rahmstorf, S.; Robinson, A.; Feulner, G.; Saba, V. (11 april 2018). ”Observed fingerprint of a weakening Atlantic Ocean overturning circulation”. Nature 556 (7700):  sid. 191–196. doi:10.1038/s41586-018-0006-5. PMID 29643485. http://mural.maynoothuniversity.ie/13174/1/CL-geography_observed.pdf.
17. ↑  ”Gulf Stream current at its weakest in 1,600 years, studies show”. The Guardian. 12 april 2018. https://www.theguardian.com/environment/2018/apr/11/critical-gulf-stream-current-weakest-for-1600-years-research-finds. Läst 12 april 2018.
18. ↑  Ditlevsen, Peter; Ditlevsen, Susanne (2023-07-25). ”Warning of a forthcoming collapse of the Atlantic meridional overturning circulation” (på engelska). Nature Communications 14 (1):  sid. 4254. doi:10.1038/s41467-023-39810-w. ISSN 2041-1723. https://www.nature.com/articles/s41467-023-39810-w. Läst 11 februari 2024.